# Actio ad supplendam legitimam
Actio ad supplendam legitimam – w prawie rzymskim, powództwo o uzupełnienie zachowku. Powództwo to ustanowił Justynian w ramach reformy prawa spadkowego.

## Charakterystyka powództwa
Powództwo to przysługiwało spadkobiercy koniecznemu, któremu spadkodawca przekazał w testamencie mniej niż wynosił przewidziany dla niego przez prawo zachowek. Powództwo takie mogło być skierowane przeciwko innym spadkobiercom i zapisobiorcom. Należało więc do grupy actiones in personam.
W wypadku całkowitego pominięcia lub wydziedziczenia spadkobiercy koniecznego w testamencie, przysługiwała mu inna skarga znana jako querela inofficiosi testamenti, powodująca obalenie testamentu.